# Relativsats
Relativsats, eller relativ bisats, är en attributiv bisats, där bindeordet, alltså det ord som realiserar anknytningen till överordnad sats, utgörs av ett relativpronomen, ett relativt adverb eller – i svenskan – subjunktionen som. Exempel:
Mannen som står där borta är min bror.
Föräldrarna, vilka båda nu är döda, ägde en livsmedelsbutik.
Huset där jag bodde som barn finns inte längre kvar.
Särskilt i engelsk grammatik är det viktigt att göra en skillnad mellan nödvändig (restriktiv) och icke-nödvändig (parentetisk) relativsats. I den förra används vanligtvis that som bindeord. Ordet which kan också kan användas, även om det av vissa anses vara felaktigt. I det senare används däremot alltid which.